# Diretmus argenteus
Diretmus argenteus – gatunek ryby z rodziny Diretmidae, jedyny przedstawiciel rodzaju Diretmus.

## Zasięg występowania
D. argenteus występuje w wodach tropikalnych do umiarkowanych; wschodni Atlantyk: Islandia i Wyspy Brytyjskie do Afryki Południowej, w tym Wyspy Kanaryjskie i Wyspa Wniebowstąpienia; północno-zachodni Atlantyk: Kanada; nie stwierdzono w Morzu Śródziemnym.

## Etymologia
Nazwa rodzajowa: gr. δι- di- „podwójny”, od δυο duo „dwa”; ερετμος eretmos „wiosło”. Epitet gatunkowy: łac. argenteus ze srebra, srebrzysty, od argentum, argenti „srebro”.